# Cadre-71/2-Weltmeisterschaft 1939

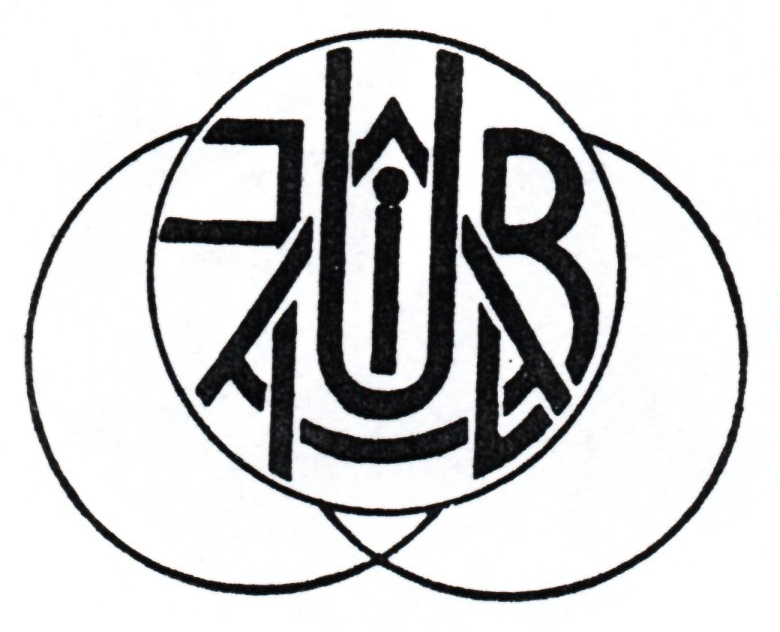
Logo UIFAB (ausrichtender Verband)

Veranstaltungsort: Lüttich

Die Cadre-71/2-Weltmeisterschaft 1939 war die zehnte Cadre-71/2-Weltmeisterschaft. Das Turnier fand vom 23. bis zum 26. Juni 1939 in Lüttich in der belgischen Region Wallonien statt. Es war die zweite Cadre-71/2-Weltmeisterschaft in Belgien.

## Geschichte
Die letzte Cadre-71/2-Weltmeisterschaft vor dem Zweiten Weltkrieg endete mit dem sechsten Titel für den Belgier Gustave van Belle. Er zeigte noch einmal seine Überlegenheit in dieser Disziplin des Karambolagesports, indem er mit 16,47 zum fünften Mal einen neuen Weltrekord im Generaldurchschnitt (GD) aufstellte. Seine erste Medaille im Cadre 71/2 erspielte sich der Freie Partie Spezialist Alfredo Ferraz aus Portugal. Platz drei verteidigte der Franzose Louis Chassereau.

## Turniermodus
Es wurde eine Finalrunde im Round Robin System bis 300 Punkte gespielt. Bei MP-Gleichstand wird in folgender Reihenfolge gewertet:
1. MP = Matchpunkte
2. GD = Generaldurchschnitt
3. HS = Höchstserie

## Abschlusstabelle

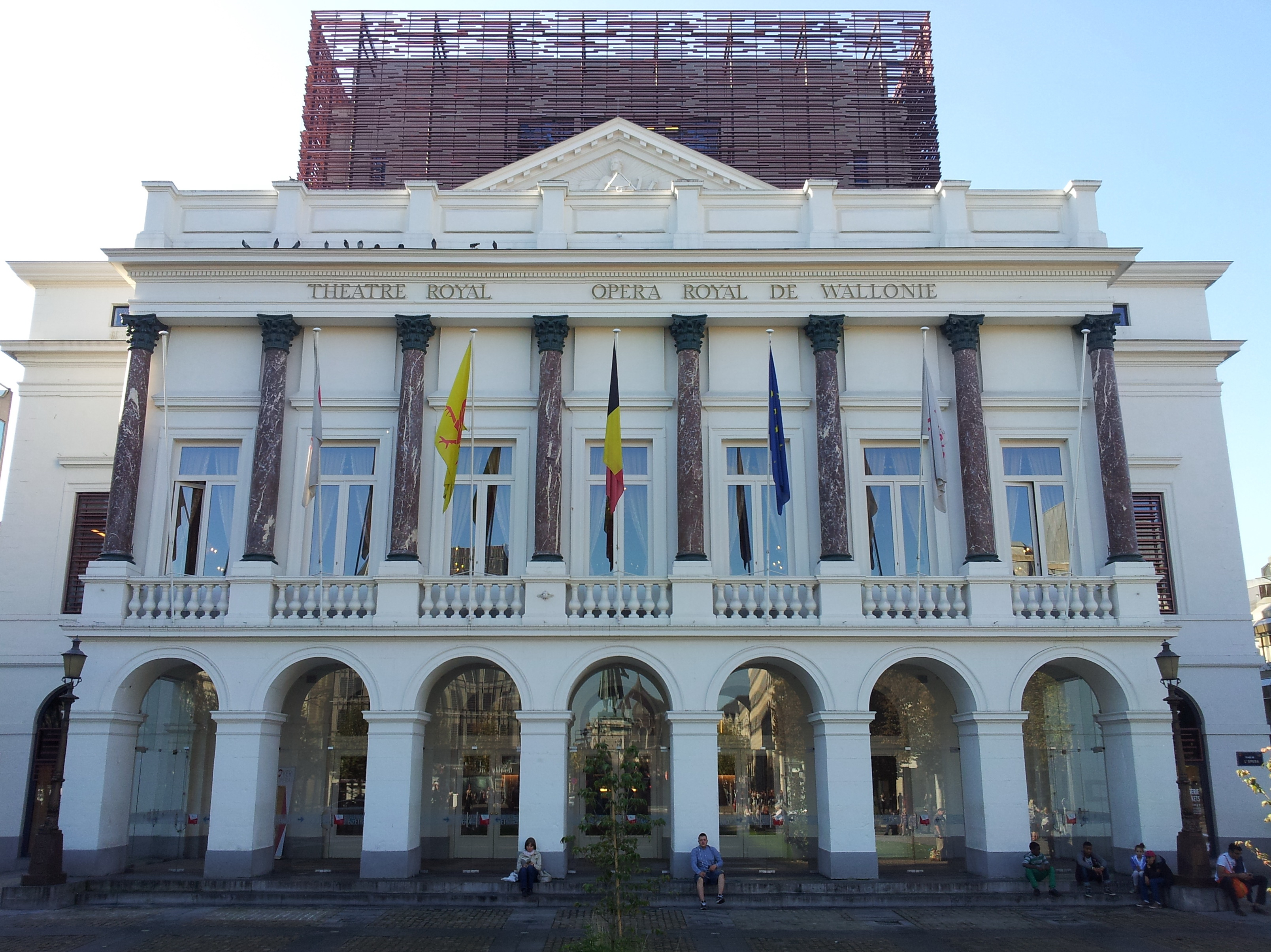
Fassade Théatre Royal

| MP    | Match Points (Sieger = 2; Unentschieden = 1; Verlierer = 0) |
| Pkte. | Erzielte Karambolagen                                       |
| Aufn. | Benötigte Versuche                                          |
| GD    | Generaldurchschnitt                                         |
| BED   | Bester Einzeldurchschnitt eines Spielers                    |
| HS    | Höchstserie                                                 |
|       | Bester GD des Turniers                                      |
|       | Bester ED des Turniers                                      |
|       | Beste HS des Turniers                                       |
|       | 1. Platz (Gold)                                             |
|       | 2. Platz (Silber)                                           |
|       | 3. Platz (Bronze)                                           |

| Platz                     | Name              | MP   | Pkte. | Aufn. | GD    | BED   | HS  |
| ------------------------- | ----------------- | ---- | ----- | ----- | ----- | ----- | --- |
| 1                         | Gustave van Belle | 12:2 | 2076  | 126   | 16,47 | 30,00 | 131 |
| 2                         | Alfredo Ferraz    | 10:4 | 2042  | 164   | 12,45 | 15,78 | 149 |
| 3                         | Louis Chassereau  | 10:4 | 1816  | 183   | 9,92  | 17,64 | 59  |
| 4                         | Joseph Baudart    | 8:6  | 1753  | 191   | 9,17  | 15,78 | 76  |
| 5                         | Jean Galmiche     | 6:8  | 1952  | 239   | 8,16  | 10,00 | 72  |
| 6                         | Werner Sorge      | 4:10 | 1647  | 162   | 10,16 | 18,75 | 86  |
| 7                         | Carl Foerster     | 4:10 | 1624  | 215   | 7,55  | 7,69  | 60  |
| 8                         | Piet de Leeuw     | 2:12 | 1562  | 196   | 7,96  | 10,34 | 66  |
| Turnierdurchschnitt: 9,80 |                   |      |       |       |       |       |     |